# Claës Wilhelm Carlson
Claës Wilhelm Carlson (i riksdagen kallad Carlson i Jönköping), född 19 februari 1815 i Jönköpings församling, död 5 september 1881 i Eksjö stadsförsamling, Jönköpings län, var en svensk häradshövding och politiker. Han var häradshövding i Norra och Södra Vedbo domsaga i Jönköpings län 1875–1881.
Carlson var ledamot av riksdagens andra kammare 1873–1875, invald i Jönköpings stads valkrets.